# 有机汞化合物

有机汞化合物中有至少一个碳-汞键

有机汞化合物是含有碳-汞键的一类金属有机化合物，这类化合物通常都有很大的毒性。

## 制备
烷基碘化汞可由活泼碘代烃和汞在光照下反应得到，活泼碘代烃有碘甲烷、烯丙基碘、炔丙基碘和多氟代的碘代烷等。
RI + Hg —hv.→ RHgI
格氏试剂和卤化汞反应可以得到RHgX和一定量的R2Hg：
RMgX + HgX2 → RHgX + MgX2
RHgX + RMgX → R2Hg + MgX2
芳基硼酸与氯化汞的水溶液反应，定量生成芳基氯化汞：
ArB(OH)2 + HgCl2 + H2O → ArHgCl + B(OH)3 + HCl
乙酸汞和苯在乙酸中于100℃发生亲电取代反应，产生苯基乙酸汞：
C6H6 + Hg(CH3COO)2 → PhHgOCOCH3 + CH3COOH
二烷基汞和二芳基汞可以由钠汞齐和卤代烃在二甲苯中反应得到，乙酸乙酯为催化剂：
RBr + 2 Na[Hg] → R2Hg + 2 NaBr + Hg
汞的带有强吸电子基团的羧酸盐加热脱羧也能得到汞的有机化合物，如Hg(O2CCBr3)2脱羧得到Hg(CBr3)2，PhHg(O2CCCl3)脱羧得到PhHgCCl3。
含末端炔氢的炔烃和碘化汞钾在碱性条件（KOH）下反应，可以得到二炔基汞。苯乙炔和乙酸汞可以在乙酸中直接发送汞化反应，生成二（苯乙炔基）汞。